# Rai Südtirol
Rai Südtirol je italská televizní stanice skupiny Rai vysílající německy v regionu Trentino-Alto Adige. Je jednou z výjimek uvnitř Rai, protože nevysílá reklamu a také nevysílá 24 hodin.

## Historie
Vysílání začalo 7. února 1966, kdy se odpojovalo na lokální frekvenci Rai Rete 2 vždy od 20 do 21 hodin. Další velký zlom nastal 15. prosince 1979, kdy začal vysílat jako samostatný kanál na frekvenci Rai 3.

## Vysílací čas
- Pondělí 18.00 - 22.30
- Úterý 20.00 - 22.30
- Středa 20.00 - 22.30
- Čtvrtek 20.00 - 23.00
- Pátek 18.00 - 22.30
- Sobota 18.00 - 23.00
- Neděle 20.00 - 22.30

Celkem Rai Südtirol týdně odvysílá 24.5 h./1470 minut programu týdně.